# Andrew Musgrave
Andrew Musgrave, född 6 mars 1990, är en brittisk längdskidåkare som debuterade i världscupen den 29 november 2008 i Kuusamo i Finland. Han deltog vid olympiska vinterspelen 2010, 2014 och 2018.
Den 16 december 2017, under ett 15-kilometerslopp vid världscupdeltävlingar i Toblach i Italien, slutade han på tredje plats.